# Новоникольское (Знаменский район)
Новоникольское (Васюки) — упразднённая в 1996 году деревня в Знаменском районе Тамбовской области. Входил в состав Покрово-Марфинского сельсовета, включён в состав деревни Прудки. Малая родина Героя Советского Союза Ю. М. Архипова.

## География
Находилась к юго-востоку от деревни Прудки, возле небольшого водоёма.

## История
Список населенных мест Тамбовской губернии по сведениям 1862 года описывает сельцо Новоникольское Тамбовского уезда 4-го стана, по правую сторону Воронежского транспортного тракта на г. Усмань, при пруде.
Деревня на карте середины XX века известна также как Васюково
В 1996 году деревни Новоникольское, Прудки и посёлок Тюменевский-2-й, объединены в единый пункт с наименованием деревня Прудки.

## Население
На 1862 год	в 19 дворах 57 человек: 111 мужчин, 107 женщин.

## Известные уроженцы
Архипов, Юрий Михайлович (10 августа 1923 года — 24 мая 2002 года) — Герой Советского Союза (24.03.1945).

## Инфраструктура
Молочно-товарная ферма.

## Транспорт
Автодорога с выездом на автомобильную дорогу федерального значения Р193, соединяющей города Воронеж и Тамбов.